# Kaznodzieja z karabinem
Kaznodzieja z karabinem (ang. Machine Gun Preacher) – amerykański film sensacyjny z 2011 roku w reżyserii Marca Forstera.

## Opis fabuły
Sam (Gerard Butler) serię zatargów z prawem rozpoczął już w wieku 11 lat. Zajmował się dilerką, był członkiem gangu motocyklowego, popadł w uzależnienie od narkotyków, alkoholu, był ochroniarzem jednego z potężnych handlarzy. Jego życie zaczyna się zmieniać, gdy poznaje Lynn (Michelle Monaghan), striptizerkę, która zostaje jego żoną. Rodzi im się córka. To Lynn pierwsza się nawraca. Pod jej wpływem Sam niespodziewanie odnajduje Boga. Od swego pastora słyszy, że jego przeznaczeniem jest praca w Afryce. Wyjeżdża jako misjonarz do północnej Ugandy, a potem do południowego Sudanu (czyli obecnego Sudanu Południowego).

## Obsada
- Gerard Butler jako Sam Childers
- Michelle Monaghan jako Lynn Childers
- Michael Shannon jako Donnie
- Kathy Baker jako Daisy
- Madeline Carroll jako Paige #2
- Nicole Michele Sobchack jako Jessica
- Brett Wagner jako Ben Hobbs

i inni